# 막스 브루흐
막스 크리스티안 프리드리히 브루흐(독일어: Max Christian Friedrich Bruch 또는 Max Karl August Bruch, 1838년 1월 6일 ~ 1920년 10월 2일)는 독일의 낭만주의 작곡가이자 지휘자로 3개의 바이올린 협주곡 등 200개 이상의 작품을 썼다.

## 생애
라인란트의 쾰른에서 태어났다. 작곡자이자 피아니스트 페르디난트 힐러에게서 처음으로 음악 수업을 받았다. 이그나츠 모셸레스는 브루흐의 재능을 알아차렸다. 브루흐는 오랫동안 교사, 지휘자, 작곡자로 일하였으며, 독일에서 만하임(1862~1864), 코블렌츠(1865~1867), 존더스하우젠(1867~1870), 베를린(1870~1872) 등 음악 관련 직위를 옮겨다녔으며, 1873~1878년에는 본에서 개인적인 창작 활동을, 1880~1883년에는 리버풀 필하모닉 협회에서 지휘자를 지냈다. 1890년부터 1910년 은퇴할 때까지는 베를린의 Hochschule für Musik Berlin에서 작곡을 가르쳤다. 베를린-프리데나우의 자택에서 숨졌다.
그는 1912년 미국인 2중주 피아니스트 로즈 수트로와 오틸리 수트로 자매를 위해 두 대의 피아노와 오케스트라를 위한 협주곡 A♭단조(Op.88a)를 썼으나, 이들은 원래 판본을 연주하지 못하였으며, 자신들이 바꾼 두 판본을 두 번 연주한 적이 있다. 그 악보는 1917년에 사라졌다가 1970년 오틸리 수트로가 죽은 직후 발견되었다. 
브루흐는 생애 말년에 제1차 세계대전을 보고 말았던 것이다. 전쟁 중에도 그랬지만 전쟁 후 독일의 경제는 극심한 인플레이션으로 그야말로 몰락했고, 브루흐 역시 빈궁한 처지를 벗어날 수 없었다. 그래서 그는 '두 대의 피아노를 위한 협주곡'을 헌정했던 미국의 듀오 피아니스트 수트로 자매에게 도움의 손길을 청했다. 그 동안 쭉 보관해왔던 바이올린 협주곡 1번의 원본을 미국의 정부나 박물관 혹은 독지가들에게 팔아달라고 보낸 것이다. 사람 좋은 브루흐는 이 수트로 자매에게 철저하게 이용당하고 있었지만, 그는 끝내 그 사실을 깨닫지 못했던 것 같다.
미국 태생의 수트로 자매는 독일에 건너와서 공부를 끝마쳤고, 전문 듀오 피아니스트로서 미국과 유럽에서 상당한 인기를 끌었다. 1911년 그들은 브루흐의 '두 대의 피아노를 위한 판타지'를 연주하여 그의 환심을 샀고, 브루흐는 곧 '두 대의 피아노를 위한 협주곡'을 작곡하여 그녀들에게 헌정했다. 하지만 수트로 자매는 단 한 번도 그 작품을 있는 그대로 연주하지 않았다. 자기들 입맛대로 피아노 파트부터 오케스트라 파트까지 모두 뜯어고쳤고, 심지어 그 뜯어고친 형태에 대한 저작권까지 등록해버렸다. 브루흐의 원본은 수트로 자매가 사망한 후 네이썬 트위닝이 각고의 노력 끝에 찾아내어 겨우 회복할 수 있었다.
다시 바이올린 협주곡으로 돌아가서, 생애 말년에 곤궁해진 브루흐가 그 역사적인 1번 협주곡의 원본을 보내오자 수트로 자매는 그것을 좋은 값에 팔았다면서 휴짓조각이나 다름없는 독일 화폐를 브루흐에게 보냈다. 브루흐는 그나마도 받아보지 못하고 비참하게 사망했고, 브루흐의 유족은 미국에서 온 휴짓더미에 분개했다. 그러거나 말거나 수트로 자매는 1번 협주곡의 원본을 보관하고 있다가 은퇴할 무렵이 되자 비싼 값에 팔았고, 그 대금은 당연히 그들의 호주머니로 들어갔다. 이렇게 브루흐에게 몹쓸 짓을 했건만, 이 자매는 각각 86세와 98세까지 장수하며 평안한 여생을 보냈다.

## 작품
브루흐는 독일 낭만주의 음악의 전통에 따라 보수적으로 작곡하였으며, 악풍은 프란츠 리스트나 리하르트 바그너의 "새로운 음악"과는 다른 요하네스 브람스 쪽의 낭만주의에 속한다.
그의 바이올린 협주곡 1번 사단조 Op.26 (1866년작)은 매우 인기있는 낭만주의 작품이다. 그는 이 곡에서 펠릭스 멘델스존의 바이올린 협주곡 E단조의 여러 기법을 이용했다. 가령 악장 간에 서로 연결되거나, 곡 시작과 함께 관례적으로 오케스트라가 연주하며, 이전 협주곡의 형태를 따랐다. 여러 비평가들은 독자적인 멜로디 전개가 낭만주의 전통의 극치를 보여준다고 평하였다.
다른 작품으로는 유명한 바이올린과 오케스트라를 위한 스코틀랜드 환상곡(1880년의 Op.46), 또 히브리의 옛 성가에서 따온 콜 니드라이 Op.47 (부제: 첼로와 오케스트라를 위한 히브리 멜로디의 아다지오)가 있다. 이 작품이 성공하면서 많은 이들이 브루흐 자신을 유대인 출신으로 추측하게 되었지만, 증거는 없다. 나치 시대에는 그가 유대인일지도 모른다는 이유로 그의 음악은 연주 곡목에 들어가지 못했으며, 독일어권 국가에서 그의 음악은 완전히 잊혀지기도 하였다.
그리고 비올라, 클라리넷과 오케스트라를 위한 협주곡(1911년 Op.88), 제 1번에 가려 별로 연주되지 않는 바이올린 협주곡 제 2번(1877년의 라단조 Op.44임. 브루흐 자신은 유명한 1번보다 높이 평가했다), 바이올린 협주곡 제 3번(1891년의 라단조Op.58) 등이 있다. 또, 3편의 교향곡은 구조나 형식면에서 독창성은 없지만 확고한 낭만주의 전통을 기반으로 그의 뛰어난 멜로디 재능을 보여준다. 그는 여러 실내악 작품을 썼는데, Op. 83(피아노, 클라리넷과 비올라를 위한 8 작품. 1908/09년)과 현악 8중주(Streichoktett.1920년. 작품번호 없음. B 장조) 등이 있다.
바이올리니스트 요제프 요아힘과 빌리 헤스는 현악 악곡을 작곡하도록 충고하였는데, 헤스는 자신에게 헌정한 바이올린과 오케스트라를 위한 협주음악 Op.84(1910) 등 브루흐의 여러 곡을 초연하였다.

### 주요 작품 목록

#### 교향곡과 관현악곡
- 모음곡 1번 Op.79b(1903)
- 모음곡 2번 Op. posth. (1906)
- 모음곡 3번 Op. posth. (1904~15)
- 스웨덴 춤곡 Op.63(1892)
- 교향곡 1번 내림 마장조 Op.28(1868)
- 교향곡 2번 바단조 Op.36(1870)
- 교향곡 3번 마장조 Op.51(1887)

#### 협주곡 및 독주악기&관현악을 위한 작품

##### 바이올린과 관현악
- 열정의 아다지오 올림 다단조 Op.57(1891)
- 기념비 Op.65(1893)
- 로망스 가단조 Op.42(1874)
- 바이올린 협주곡 1번 사단조 Op.26(1866~7, 1868)
- 바이올린 협주곡 2번 라단조 Op.44(1878)
- 바이올린 협주곡 3번 라단조 Op.58(1891)
- 협주 소품 올림 바단조 Op.84(1903)
- 세레나데 가단조 Op.75(1899)
- 스코틀랜드 환상곡 내림 마장조 Op.46(1880)

##### 첼로와 관현악
- 켈트 주제에 따른 아다지오 Op.56(1891)
- 성모송 Op.61(1892)
- 칸초네 Op.55(1891)
- 모든 서약들[또는 신의 날](콜 니드라이) Op.47(1881)

##### 비올라와 관현악
- 로망스 바장조 Op.85(1911)

##### 두 대의 악기
- 이중 협주곡 마단조 Op.88(1911)(클라리넷, 비올라)
- 두 대의 피아노를 위한 협주곡 내림 가단조 Op.88a(1912)

#### 실내악
- 첼로와 피아노를 위한 4개의 소품 Op.70(1896)
- 클라리넷과 비올라, 피아노를 위한 8개의 소품 Op.83(1910)
- 현악 8중주 내림 나장조 Op. posth. (1920)
- 피아노 3중주 다단조 Op.5(1857)
- 피아노 5중주 사단조 Op. posth. (1886)
- 7중주 내림 마장조 Op. posth.(1849)
- 현악 4중주 1번 다단조 Op.9(1858~9)
- 현악 4중주 2번 마장조 Op.10(1860)
- 현악 5중주 가단조 Op. posth.(1918)
- 현악 5중주 내림 마장조 Op. posth. (1918)

#### 피아노
- 6개의 소품 Op.12(1861)
- 2개의 소품 Op.14(1861년경)

#### 가곡
- 5개의 노래 Op.97
- 5개의 노래 Op.59
- 4개의 노래 Op.15
- 4개의 노래 Op.18
- 4개의 노래 Op.33
- 6개의 노래 Op.7
- 10개의 노래 Op.17
- 3개의 이중창 Op.4

#### 합창
- 아르미니우스(오라토리오) Op.43(1877)
- 오디세우스 Op.41(1872)
- 아킬레우스 Op.50(1885)
- 9개의 노래 Op.60(1892년 출판)
- 레오니다스 Op.66(1894)
- 모세 Op.67(1894~5)
- 7개의 노래 Op.71(1897년 출판)
- 구스타프 아돌프(오라토리오) Op.73(1898)
- 노래의 힘 Op.87(1912)
- 미뇽의 장례식 Op.93(1919)
- 종의 노래 Op.45(1872)
- 불의 십자가 Op.52(1889)

#### 오페라
- 빌라 벨라의 클라우디네 WoO
- 로렐라이 Op.16(1855~63)
- 헤르미오네 Op.40(1872)
- 해학, 책략과 복수 Op.1(1858)

## 참고 문헌
- Fifield, Christopher (1988). 《Max Bruch His Life and Works》. George Braziller. 0-8076-1204-9.